# Mi papá
Mi papá es una obra de teatro, con influencia de vodevil, escrita por Carlos Arniches y Enrique García Álvarez y estrenada en 1910.

## Argumento
Un joven atolondrado y amante de la diversión decide sentar la cabeza y casarse con la mujer a la que ama. Sin embargo, la familia de ella exige previamente el consentimiento y la presencia del padre del chico, un Catedrático de Medicina en la Universidad de Valladolid, con el que está enfrentado. El muchacho decide hacer pasar por su padre a un pobre rufián al que contrata a tal efecto. Este aprovecha la situación y se instala cómodamente en la casa de su fingida familia política. Finalmente aparece el auténtico padre que se da a conocer poniendo fin a tan esperpéntica situación.

## Estreno
- Teatro de la Comedia, Madrid, 26 de enero de 1910.
  - Intérpretes: José Santiago, Juan Bonafé, Irene Alba, Mercedes Pérez de Vargas, Ernesto Vilches, Sr. González.